# Luchthaven Dong Hoi
De Luchthaven Đồng Hới (Vietnamees: Sân bay Đồng Hới) is een binnenlandse luchthaven ten noorden van Đồng Hới (Quảng Bình, Vietnam). De afstand tot de binnenstad is 6 km. In 2016 diende het 365.820 passagiers in 2650 vluchten.

## Geschiedenis
Het vliegveld is aangelegd door de Fransen rond 1932, nadat ze dit gebied hadden heroverd tijdens de Eerste Indochinese Oorlog. De luchthaven had aanvankelijk een korte landingsbaan, maar werd later verlengd met ijzeren platen, zodat een Douglas DC-3 er ook kon landen. Bij dit vliegveld werd een basis gebouwd, om de troepen van de Việt Minh te stoppen. Het vliegveld wordt dan gebruikt voor militaire doeleinden en voor passagiervluchten. Dit blijft zo, totdat Frankrijk op 1 augustus 1954 het land vertrekt, als de Eerste Indochinese Oorlog is afgelopen.
Het vliegveld raakte in onbruik, totdat de regering van Noord-Vietnam in de jaren 1960 het vliegveld heropend voor vluchten naar het noordwesten van Noord-Vietnam. Het werd gebruikt door de Noord-Vietnamese luchtmacht tijdens de Vietnam-oorlog. Na 1975 werd het vliegveld niet gebruikt. De luchthaven werd herbouwd in 2014-2008. In 2008 werd het vliegveld wederom heropend.

## Bestemmingen en gebruikers
De luchthaven wordt (voorjaar 2008) vooral gebruikt voor binnenlandse vluchten, met als bestemmingen Hanoi, Ho Chi Minhstad. Tot de gebruikers behoren Pacific Airlines (BL), VietJet Air (VJ),
 Vietnam Air Services Company (VASCO) (0V) Vietnam Airlines (VN).
Geplande bestemmingen zijn: Hai Phong (29 april 2017), Chiang Mai (16 juni 2017).